# 정광 (언어학자)
정광(鄭光, 1940년 9월 18일 ~ )은 대한민국의 언어학자이다. 한국의 역학사(譯學史)와 한글 연구자이다. 국어학 박사(국민대학교, 1988년)이며 고려대학교 명예교수이다. 서울 출신으로 본관은 동래.

## 생애
1940년에 일본제국 경성부에서 태어났다. 서울대학교에서 국어국문학을 전공, 서울대학교 대학원에서 국어국문학을 전공하여 1971년에 석사 학위를 취득했다. 그 후 도일(渡日)하여 오사카 대학과 교토대학에서 문학부 연구생으로 있다가 1988년에 국민대학교 1호 국어학 박사 학위를 취득했다. 박사 학위 취득한지 얼마 지나지 않고 교토대학에서 진행한 〈조선가〉(朝鮮歌) 연구로 야스다 아키라(安田章)의 교수가 교토대학 박사 학위를 제안했으나 거절했다. 정광 교수는 훗날 어리석은 판단이었다고 회고했다.
1983년부터 1989년까지 평화통일정책자문회의 위원, 1990년부터 1993년까지 민주평화통일자문회의 위원을 지냈다. 1999년에는 반 년 간 한국학술진흥재단의 전문위원을 역임했으며, 2007년부터는 국제고려학회에서 제7대 회장 및 고문역을 맡고 있다.
2002년에 제6회 동숭학술상을 수상했다. 수상작은 《역학사 연구》(2001년)이다.
2006년에 정년을 맞이해 명예교수가 되었다.

## 연구
1998년에 서지학자 남권희 교수가 대구에서 발견한 원본 《노걸대》(老乞大)를 통해 정광 교수와 공동으로 원대 중국어를 연구했다. 정광은 한국의 고대부터 조선 시대에 이르는 역학사(譯學史)가 주요 연구 분야였으며, 주로 조선 사역원에 관하여 연구하였다.
훈민정음의 창제 과정에서 동아시아 문자 교류를 통해 한글은 파스파 문자의 영향을 크게 받았으며 조선 세종이 단독으로 만든 것이 아니라고 주장한다. 그러나 KBS역사스페셜 2019년 훈민정음 편을 보면 이 주장은 근거가 없음이 드러난다. 또한 신미대사가 인도의 싯담 문자에 의거해 훈민정음에 모음 11자를 추가했다고 주장한다. 그러나 언해본에 세종께서 새로 28자를 만들었다고 밝힌 것에 상반되는 황당한 주장으로 근거가 없음이 드러난다. 일반적인 관점과 달리, 정광은 《훈민정음》 서문을 “(한자의) 국어음이 중국과 달라서 문자가 서로 통하지 않는다”라고 해석하여 국지어음(國之語音)을 한자의 동음(東音)으로 규정하면서, 한자의 중국음과 동음의 규범을 정하기 위하여 발음 기로호서 창제된 것이 훈민정음이라는 견해를 가지고 있다. 그러나 이것은 학문연구의 기초를 무시하는 것으로 문면에 없는 것을 자의적으로 삽입하는것은 왜곡을 부르는 잘못된 방법이다.
정광은 위구르계 귀화인 설장수가 조선 사역원 설립에 관여한 사실과 여진학이 청학으로 개편된 과정 등을 근거로 당시 여진학 교재가 금에서 쓰이던 여진 문자가 아닌 위구르 문자로 기록되어 있었을 것이라고 주장한다. 그러나 임진왜란을 거치며 여진학 교재의 대부분이 소실되었으며, 얼마 남지 않은 교재도 청학으로의 개편에 따라 소재가 불명해졌다. 때문에 당시에 여진학을 학습하기 위한 교재가 어떠한 문자로 기록되어 있었는지는 알 수 없다. 이처럼 새로운 학설을 주장하기 위해 기존에 근거가 확립된 설에 반하는 주장을 자주 하기보다는 먼저 객관적 근거를 바탕으로 가설을 세우는 것이 필요할 것이다. 

## 주요 저서
- 《몽고자운연구》(박문사, 2009년)
- 《역주 원본노걸대》(박문사, 2010년)
- 《조선시대의 외국어 교육》(김영사, 2014년)
- 《한글의 발명》(김영사, 2015년)
- 《역학서의 세계》(박문사, 2017년)
- 《동아시아 여러문자와 한글》(지식산업사, 2019년)